# Bekkelaget
Bekkelaget är den största tätorten i Stange kommun i Innlandet fylke i sydöstra Norge. Orten ligger vid fylkesväg 222 och Dovrebanan, vid sidan av Europaväg 6, på östra sidan av sjön Mjøsa, sydöst om staden Hamar.